# Lokal gleichmäßige Konvergenz
Die lokal gleichmäßige Konvergenz ist ein mathematischer Begriff, der eine bestimmte Konvergenzart von Funktionenfolgen beschreibt und den Begriff der gleichmäßigen Konvergenz abschwächt. Dieser mit der kompakten Konvergenz eng verwandte Begriff spielt eine wichtige Rolle in der Analysis, da er Eigenschaften wie Stetigkeit oder Holomorphie erhält.

## Begriffsbildung
Es sei {\displaystyle (f_{n})_{n\in \mathbb {N} }}  eine Folge von Funktionen {\displaystyle f_{n}\colon X\rightarrow \mathbb {R} } auf einem topologischen Raum {\displaystyle X} sowie eine weitere Funktion {\displaystyle f\colon X\rightarrow \mathbb {R} }.
Man sagt, die Folge {\displaystyle (f_{n})_{n\in \mathbb {N} }} konvergiere lokal gleichmäßig gegen {\displaystyle f}, wenn es zu jedem Punkt {\displaystyle x\in X} eine offene Umgebung {\displaystyle U_{x}} von {\displaystyle x} gibt, so dass {\displaystyle \sup _{y\in U_{x}}|f_{n}(y)-f(y)|\rightarrow 0}, das heißt, wenn die Einschränkungen der {\displaystyle f_{n}} auf {\displaystyle U_{x}} dort gleichmäßig gegen die Einschränkung von {\displaystyle f} auf {\displaystyle U_{x}} konvergieren.

## Verallgemeinerungen
Eine erste naheliegende Verallgemeinerung erhält man dadurch, dass man den Zielraum {\displaystyle \mathbb {R} } durch einen normierten Raum und den Betrag auf {\displaystyle \mathbb {R} }  durch die zugehörige Norm ersetzt. Insbesondere gilt dies für den normierten Raum {\displaystyle \mathbb {C} } mit dem Absolutbetrag als Norm.
Damit erhält man den für die Funktionentheorie wichtigen Begriff der lokal gleichmäßigen Konvergenz komplexwertiger Funktionen.
Im nächsten Schritt ersetzt man die Norm durch eine Menge von Halbnormen und fordert {\displaystyle \sup _{y\in U_{x}}p(f_{n}(y)-f(y))\rightarrow 0} für jede dieser Halbnormen {\displaystyle p}, wobei die Umgebung {\displaystyle U_{x}} auch von {\displaystyle p} abhängen darf.
Damit kann man die lokal gleichmäßige Konvergenz von Funktionenfolgen {\displaystyle f_{n}\colon X\rightarrow Y} mit Werten in einem lokalkonvexen Raum betrachten. Schließlich benötigt man keine Halbnormen auf dem Zielraum; es genügen Halbmetriken, das heißt, man ersetzt den Ausdruck {\displaystyle p(f_{n}(y)-f(y))} durch {\displaystyle d(f_{n}(y),f(y))}, wobei {\displaystyle d} ein System von Halbmetriken durchläuft. Damit kommt als allgemeiner Zielraum ein beliebiger uniformer Raum in Frage.
Schließlich kann man noch die Folge {\displaystyle (f_{n})_{n\in \mathbb {N} }} durch ein Netz {\displaystyle (f_{i})_{i\in I}} ersetzen und erhält so:
Seien {\displaystyle X} ein topologischer Raum, {\displaystyle Y} ein uniformer Raum, dessen Uniformität durch ein System {\displaystyle {\mathcal {D}}} von Halbmetriken gegeben ist, {\displaystyle (f_{i})_{i\in I}} ein Netz von Funktionen {\displaystyle f_{i}\colon X\rightarrow Y} und {\displaystyle f\colon X\rightarrow Y} eine Funktion. {\displaystyle (f_{i})_{i\in I}} konvergiert lokal gleichmäßig gegen {\displaystyle f}, wenn es zu jeder Halbmetrik {\displaystyle d\in {\mathcal {D}}} und jedem Punkt {\displaystyle x\in X} eine offene Umgebung {\displaystyle U_{x}\subset X} gibt, so dass {\displaystyle \sup _{y\in U_{x}}d(f_{i}(y),f(y))\rightarrow 0}.

## Wichtige Anwendungen

### Folgen stetiger Funktionen
- Grenzwerte von lokal gleichmäßig konvergenten Folgen stetiger Funktionen sind wieder stetig.

Dieser Satz ist allgemeiner als der entsprechende Satz über gleichmäßige Konvergenz, zum Beispiel konvergiert {\displaystyle e^{x}=\sum _{k=0}^{\infty }{\frac {x^{k}}{k!}}=\lim _{n\to \infty }\sum _{k=0}^{n}{\frac {x^{k}}{k!}}} lokal gleichmäßig, aber nicht gleichmäßig.

### Folgen holomorpher Funktionen
- Weierstraßscher Konvergenzsatz: Grenzwerte von lokal gleichmäßig konvergenten Folgen holomorpher Funktionen sind wieder holomorph.

Dieser Satz ist in der Funktionentheorie von Bedeutung. Man beachte, dass ein entsprechender Satz in der reellen Theorie, das heißt für beliebig oft differenzierbare Funktionen, falsch ist.

## Vergleich mit der kompakten Konvergenz
Aus der lokal gleichmäßigen Konvergenz folgt die kompakte Konvergenz. Ist nämlich {\displaystyle (f_{n})_{n\in \mathbb {N} }} eine Folge von Funktionen {\displaystyle f_{n}\colon X\rightarrow \mathbb {R} }, die lokal gleichmäßig gegen {\displaystyle f} konvergiert, und ist {\displaystyle K\subset X} kompakt, so gibt es zu jedem {\displaystyle x\in X} eine offene Umgebung {\displaystyle U_{x}\subset X}, so dass auf dieser Umgebung gleichmäßige Konvergenz vorliegt.
Da {\displaystyle K} kompakt ist, kann man {\displaystyle K} bereits durch endlich viele dieser {\displaystyle U_{x}} überdecken, und es folgt {\displaystyle \sup _{y\in K}|f_{n}(y)-f(y)|\rightarrow 0} und damit die behauptete kompakte Konvergenz. (Der Beweis für Netze von Funktionen mit Werten in uniformen Räumen kann genauso geführt werden.)
Die Umkehrung gilt im Allgemeinen nicht, wohl aber in lokalkompakten Räumen, denn in diesen hat jeder Punkt definitionsgemäß eine Umgebung, deren Abschluss kompakt ist.
Da weite Teile der Analysis und Funktionentheorie auf lokalkompakten Räumen stattfinden und dort lokal gleichmäßige Konvergenz und kompakte Konvergenz zusammenfallen, wird nicht immer sauber zwischen beiden Konvergenzbegriffen unterschieden. Es sei daher angemerkt, dass der oben zitierte Satz über lokal gleichmäßige Grenzwerte stetiger Funktionen für die kompakte Konvergenz im Allgemeinen falsch ist, wie ein Beispiel auf dem Arens-Fort-Raum zeigt (siehe dort).